# Neoseiulella longiseta
Neoseiulella longiseta är en spindeldjursart som beskrevs av Moraza, Pena-Estevez och Ferragut 2005. Neoseiulella longiseta ingår i släktet Neoseiulella och familjen Phytoseiidae. Inga underarter finns listade i Catalogue of Life.